# Romolo Costa
Pour les articles homonymes, voir Costa.
Romolo Costa, né à Asti le 26 février 1897 et mort à Rome le 1er janvier 1965, est un acteur italien.
Il est apparu dans plus de soixante films et séries télévisées entre 1934 et 1964. Il a également beaucoup travaillé en tant que comédien de doublage. Romolo Costa est un acteur de genre qui, en général, est apparu dans des rôles de second plan. Parfois, il a joué un rôle plus important comme dans Il destino in tasca (1938).

## Filmographie partielle
- 1932 : Pergolesi (it) de Guido Brignone
- 1933 : Acier de Walter Ruttmann
- 1934 : Le Conspirateur (Teresa Confalonieri) de Guido Brignone
- 1935 : Aldebaran d'Alessandro Blasetti
- 1936 : La damigella di Bard de Mario Mattoli
- 1937 : Monsieur Max de Mario Camerini
- 1936 : Il re Burlone d'Enrico Guazzoni
- 1937 :  Il dottor Antonio de Enrico Guazzoni
- 1938 : Fuochi d'artificio de Gennaro Righelli
- 1938 : Il destino in tasca (it) de Gennaro Righelli
- 1939 : Ho perduto mio marito d'Enrico Guazzoni
- 1939 : Retroscena d'Alessandro Blasetti
- 1939 : Marionette de Carmine Gallone
- 1939 : Mille chilometri al minuto! de Mario Mattoli
- 1940 : Incanto di mezzanotte de Mario Baffico
- 1940 : Melodie eterne de Carmine Gallone
- 1942 : Un coup de pistolet de Renato Castellani